# Playgreen Lake
Playgreen Lake är en sjö i provinsen Manitoba i Kanada.. Playgreen Lake ligger 217 meter över havet och arean är 657 kvadratkilometer.
Trakten runt Playgreen Lake är nära nog obefolkad, med mindre än två invånare per kvadratkilometer.  Trakten ingår i den boreala klimatzonen.